# Cerkovna ordninga
Cerkovna ordninga je knjiga o evangeličanskem nauku in cerkvenem redu, ki jo je leta 1564 izdal Primož Trubar. Obravnava osnovna vprašanja teologije, bogoslužja, cerkvene organizacije, evangeličanskega prava in šolstva. Velja za prvi cerkveni red protestantov v avstrijskih deželah, v luči slovenskega protestantizma pa je ob Dalmatinovi Bibliji ena najpomembnejših knjig. 
Trubar jo je začel pisati leta 1562, naslednjega leta pa je poslal rokopis v Urach, da bi ga natisnili. Potem ko so iz nje izvzeli nekaj delov besedila, je izšla septembra leta 1564 v Tübingenu. Natisnjena je bila v 400 izvodih pri tiskarju Ulrichu Mohartu. V septembru in oktobru je bila poslana na Kranjsko, kjer je bil decembra izdan ukaz za njeno zaplembo.
Danes so evidentirani trije izvodi, prvi v Dresdenski knjižnici, ki je med drugo svetovno vojno propadel, drugi v Vatikanu, kjer ga je leta 1971 odkril Jože Markuža, tretji v Memmingenski knjižnici, kjer je bil odkrit leta 2013. To sta edina do danes ohranjena izvoda. Faksimilirana izdaja je izšla 1973 v Münchnu. Obdelal jo je Christoph Weismann, spremno besedo pa je napisal Rudolf Trofenik. 

## Razlogi za nastanek
Prvo polovico 16. stoletja sta zaznamovala razkol krščanske cerkve in vzpostavljanje temeljev za novo protestantsko cerkev. To je vplivalo na množično nastajanje cerkvenih redov v nemškem cesarstvu, s katerimi so želeli urediti veroizpovedne, bogoslužne in pravne cerkvene razmere. Z idejo, da je evangeličanski cerkveni red potreben tudi na Kranjskem, se je Trubar začel pospešeno ukvarjati potem, ko so ga kranjski deželni stanovi prosili, naj iz Nemčije pride v Ljubljano za superintendenta. S cerkvenim redom je želel urediti in utrditi novo cerkev na Kranjskem, hkrati pa ustvariti tudi podlago za tesnejšo povezanost in liturgično enotnost vseh notranjeavstrijskih cerkva. K temu sta ga spodbudili enaka versko-politična situacija v teh deželah in slovenske jezikovne potrebe.
Razloge za nastanek Cerkovne ordninge, pisane v slovenščini, Primož Trubar navaja v uvodnem delu. Zapisal je, da je treba ljudem pravilno in razumljivo podajati božjo besedo in evangelije, pridigati o postavi in zapovedih ter pravilno deliti zakramente. Vse to pa je potrebno ohraniti po vsem krščanstvu. Bog želi, da se ga prav spozna, časti, hvali, k njemu moli in mu v pravi pokorščini zvesto služi. S Cerkovno ordningo se lahko preprečijo napake pri razumevanju božje besede, kaznujejo se lahko veliki grešniki in se ločijo od cerkve. Poleg tega je pomembno, da se obredi izvajajo pravočasno, razumljivo in organizirano. Iz tega je razvidno, da je bila knjiga namenjena predvsem predikantom in superintendentom.

### Vplivi
Pri pisanju se je Trubar naslonil na württemberški cerkveni red iz leta 1559 ter cerkvene rede za dežele Brandenburg–Nürnberg, Kurbrandenburg, Halle, Frankfurt in Mecklenburg. Pomagal si je tudi z Dietrichovim malim obrednikom iz leta 1543. Izvirni so krajši dostavki med prevzetimi besedili, ki pojasnjujejo, podčrtavajo ali polemizirajo zapisano vsebino. Največ je takih, ki zaostrujejo kritiko rimske cerkve in kažejo njene razlike v primerjavi z evangelijsko besedo. Izvirno Trubarjeve so tudi navedbe iz Svetega pisma v marginalijah ob robu besedila.

### Prilagoditev slovenskim razmeram
Trubar bi si delo lahko olajšal, če bi prevedel württemberški cerkveni red Johannesa Brenza iz leta 1553, a je želel sam izbrati gradivo. Cerkveni red je pisal z mislijo na versko in jezikovno skupnost slovenske cerkve s svojim posebnim zgodovinskim položajem in potrebami. Cerkovno ordningo je zato zastavil širše kot württemberški cerkveni red. Pisal je o celotnem cerkvenem redu, ki vsebuje določila o cerkvenih obredih in drugih verskih opravilih, in poleg tega podal še povzetek celotnega krščanskega nauka. Dodal je tudi opis dušnopastirskega dela zunaj cerkve, zaradi pomanjkanja slovenskih besedil pa je navajal po več molitvenih obrazcev ali pridig za iste priložnosti.

### Zapleti z izdajo in uporabo
Trubar je imel težave z izdajo že v protestantskih krogih. Ko je leta 1563 rokopis poslal v Urach, da bi ga natisnili, se je v zasebnem pismu württemberškemu uradniku mimogrede pohvalil, da v slovenski cerkvi ni prepirov o obhajilu, kjer sta hostija in vino pravo telo in prava kri v duhu in veri. Ob tem se je württemberškemu vojvodi Krištofu in tübinškim teologom, ki so v roke prejeli Trubarjevo pismo, porajal sum, da Trubar obhajilo razume kot sprejemanje Jezusa na duhoven način. V takšni razlagi so videli cvinglijanski nazor, tj. nazor švicarske reformacije, ki ne priznava Kristusove navzočnosti v evharistiji (obhajilu). Ustavili so tisk in knjigo strogo pregledali. Črtali so štiri nagovore pred obhajilom in predgovor, ker je bil preoster in je očitno kazal na to, da knjiga pomeni poseg v pravice deželnega kneza. Tako je Cerkovna ordninga izšla okrnjeno, tudi brez naslovnice. 
Cerkveni red je po določilih augsburškega miru leta 1555 smel izdajati samo deželni knez, ki je imel oblast nad Cerkvijo. Trubar se je zavedal, da mu novi kranjski deželni knez, ki je bil katolik, tega ne bi odobril, zato ga je skušal ob podpori kranjskega deželnega odbora uveljaviti nezakonito. Poleg tega je bilo s stališča tedanjih pravnih norm nenavadno, da je Trubar svoj cerkveni red želel uveljaviti v vseh pokrajinah slovensko govorečih prebivalcev in se ni oziral na zgodovinske meje dežele. Cerkveno ordningo je namreč namenil tudi za Koroško in Štajersko.
Deželni knez Notranje Avstrije, nadvojvoda Karel II., je izdajo kranjskega protestantskega cerkvenega reda sprejel kot poseg v njegove deželnoknežje pravice. Najprej je zahteval, da prekinejo s pripravami za cerkveni red ter ga nehajo tiskati in razširjati. 15. decembra 1564 pa je prišel ukaz, da je treba izročiti vse natisnjene izvode ilegalnega cerkvenega reda. V precejšnji meri so bili uničeni. Trubar pa je bil izgnan iz dežele, že drugič, a tokrat dokončno.
Nekaj izvodov Cerkovne ordninge se je kljub prepovedi ohranilo, saj je bilo sto izvodov poslanih na Koroško in Štajersko, kjer jih nadvojvodov ukaz ni dosegel. Na to kaže tudi Trubarjev Katekizem z dvejma izlagama iz leta 1575, v katerem bralce usmerja na Cerkovno ordningo. Da je bila prav tako prisotna na Goriškem, kaže seznam sežganih prepovedanih in heretičnih knjig leta 1597 v Devinu. Edini do danes ohranjeni izvod je pripadal superintendentu slovenske protestantske cerkve, Württemberžanu Krištofu Spindlerju, ki je leta 1569 nasledil Primoža Trubarja na mestu glavnega predstojnika slovenske evangeličanske cerkve.

## Vsebina
Cerkovna ordninga vsebuje 176 listov. Naslovni list manjka; po predvidevanjih je odpadel skupaj z opuščenim nemškim posvetilom. Knjiga je zato naslov dobila po čelnem naslovu na prvi strani. Razdeljena je na tri večja vsebinsko zaokrožena poglavja oz. dele, sestavljene iz 131, 30 in 185 strani. Na koncu je dodan seznam obravnavanih tem. Besedilo je členjeno po načelu vprašanje – odgovor; skupaj je takih sklopov sto. V nekaj primerih so navedeni tudi protiargumenti v obliki vprašanj, ki so v naslednjem odgovoru zavrnjeni. Predvsem v tretjem delu se namesto vprašanj pojavljajo naslovi poglavij, ki so še nadalje členjeni na manjše dele.

### Prvi del
V prvem delu Cerkovna ordninga vsebuje strnjen pregled luteranskega nauka, pisan na osnovi Melanchtonovega besedila Examen ordinandorum iz macklenburškega cerkvenega reda iz leta 1552. S tem je Trubar cerkvenemu redu dopisal versko dogmatičen uvod in izpitno gradivo v slovenščini za spraševanje novih pridigarjev. 
Obravnavane teme: 
1. Koliko štukov ali reči sodi k eni pravi, celi cerkovni ordningi in naredbi.
2. Pravi nauk iz Svetega pisma najprej sodi k tej cerkovni ordningi.
3. Kakšna razlika je med krščanskim naukom in vero ter med drugimi judovskimi, turškimi in krivimi nauki in vero.
4. Kako, skozi kaj se mora Bog prav spoznati.
5. Kako se imajo persone v tem edinem Bogastvu razločiti.
6. Zakaj se imajo v Bogastvu le ta tri imena ali persone spoznati, častiti in nikar več, ne manj.
7. Katera persona je človeštvo prevzela.
8. S čim se verni od nevernih s to molitvijo ločijo.
9. O stvarjenju vseh reči.
10. O padcu prvih človekov.
11. Kaj so porodni, erbovi in storjeni grehi, kake štrajfinge je Bog na grehe položil.
12. O večni božji postavi in o razločku deset božjih zapovedi in o drugih Mojzesovih ceremonskih, levitskih in purgarskih postavah.
13. O razločku med postavo in evangelijem.
14. O odpuščanju grehov, in kako, skozi kaj človek opravičen rata pred Bogom.
15. Ako prav učimo, kir pravimo: skozi vero samo bomo opravičeni.
16. Nekatere zubper govorjenje, da nikar vera sama, temveč druge reči in dobra dela človeka pred Bogom store brumniga. In na te iste odgovori.
17. Kaj loči naš pravi uk od opravičenega storjenja pred Bogom od krivega papeževega.
18. Je papežev uk pravi, da en človek ima cbivlati, ima odpuščanje grehov, je v božji milosti.
19. Zakaj se mora le-ta beseda, gratis, zastonj ali le skozi pravo vero bomo izzveličani, v pridigi svetega evangelija obdržati.
20. O dobrih delih: kakšnih del ali kakšne Božje službe se imajo učiti in storiti.
21. Kako in zakaj ta naša dobra dela dopado Bogu, potehmal še dosti grehov in pomancana na nas občutimo.
22. Ako v svetnikih na tem svetu grehi ostanejo.
23. O svetem krstu.
24. Ako se mladi otroci imajo kersčovati.
25. O sveti večerji Kristusovi.
26. Zakaj in čemu je ta večerja Kristusova postavljena.
27. O krivem, grešnem papeževem maševanju.
28. Zakaj se imajo te papeževe maše doli dati.
29. O razločku med pravim maševanjem in med papeževim, med pravimi in krivimi Božjimi službami.
30. O pravi evangelijski pokori.
31. O spovedi in absoluciji.
32. Katere reči so v papeževi pokori krive, falš, malikovske in nespodobne.
33. Kaj je krščanska cerkev, skozi kakšna znamenja se mora prava cerkev spoznati.
34. Zakaj prava cerkev več kakor drugi ljudje morejo trpeti; s čim in kako se ima troštati.
35. O molitvi.
36. O klicanju na mrtve svetnike.
37. O cermonijih, zunanji Božji službi, ki so od ljudi v krščanstvo pripravljene.
38. O krščanski frajingi ali slobudnosti.
39. O treh delih v Mojzesovi postavi.
40. Ko so Mojzesove postave padle in minile, zakaj tedaj te reči, ki so v desetih zapovedih prepovedane, so grehi.
41. O zakonu.
42. O deželski gospoščini in pridigarstvu.

Vsaki temi nameni vsaj eno, praviloma pa več strani. Na primer postavljeno je vprašanje, ali se prav uči in govori, da bodo ljudje samo s to vero opravičeni pred Bogom. V odgovoru Trubar najprej navede, da je v pismu svetega Pavla zapisano, da so ljudje zastonj opravičeni pred Bogom, z vero, po njegovi milosti. Jezusa Kristusa, božjega sina, je poslal Bog. Kakor je peto v pesmi, je Jezus iz nebes prišel zaradi ljudi in njihove odrešitve. Zaradi njega so ljudem odpuščeni grehi, kar jih opraviči pred Bogom in mu ostanejo ljubi. Do odpuščanja grehov je torej mogoče priti brez dobrih del, le s to vero, ki omogoča izpolnitev božje obljube. 
Po Trubarju se mora poudarek, da bodo ljudje zastonj in samo s to vero zveličani, ohraniti in obdržati v svetem evangeliju in pridigah, ker je taka tolažba najbolj potrebna v vsakovrstnih nadlogah. Potrebna je iz štirih razlogov. Na eni strani se s tem Jezusu podeli čast, hvala in oblast, dana od nebeškega očeta. Na drugi strani ljudem prinaša trajno tolažbo, kadar obupujejo nad svojimi grehi. Tretji razlog je ta, da se morajo ljudje s pravo vero, trdnim zaupanjem in v imenu Jezusa obračati na Boga, ne pa dvomiti v svetost, pobožnost in njihova dobra dela. Ne nazadnje pa se s tem tudi evangelij razločno loči od postave, ki ne pravi, da bodo ljudje zastonj zveličani, temveč da se je treba za zveličanje postave popolnoma držati. 

### Drugi del
Drugi del izpostavlja pomen pridigarskega poklica ter spraševanje in potrditev novih pridigarjev. Delno gre za izvirno besedilo, delno za prevod macklenburškega in württemberškega cerkvenega reda. Dodani sta še dve kratki poglavji, verjetno izvirno Trubarjevi, ki se navezujeta na šolstvo in vzdrževanje cerkvenih služabnikov.
Obravnavane teme: 
1. Kako se novi pridigarji imajo vprašati, podučiti in kaj naprej držati.
2. Od koga se imajo pridigarji, farmoštri, škofi izvoliti, poklicati in staviti k pridigarstvu.
3. Kako se imajo novi pridigarji vprašati, podučiti in kaj naprej držati.
4. Kako in s kakšnimi ceremonijami se novi pridigarji javno v tej cerkvi imajo žegnati in staviti.
5. Da po vseh mestih, trgih in farah se imajo latinske, nemške in slovenske šole gori narediti.
6. Da pravim pridigarjem, šulmojstrom, šolarjem so krščeniki dolžni dati njih telesno potrebo.

Po Trubarju so šole potrebne, ker se v njih učenci izobrazijo, kako prav razumeti Sveto pismo, kako ga pravilno poučevati in po njem pridigati. Z izobrazbo bodo lahko razumeli cerkvene, gosposke in meščanske zadeve. Zapisal je tudi načelo, naj se v mestih, trgih in farah ustanovijo latinske, nemške in slovenske šole. Pri tem je želel, da se učenci naučijo brati in pisati slovenska besedila. O tem je pisal že v poglavju o katekizmu, od koder je razvidno, da bi morale biti slovenske šole namenjene vsem otrokom, ne glede na spol, socialno okolje in nadaljnje šolanje. 

### Tretji del
V tretjem delu se posveča verskemu obredju, kjer se naslanja na druge cerkvene rede. Med drugim se zavzema za uveljavitev slovenskega obrednega jezika na Kranjskem, ne da bi kratil pravice tujejezičnemu kranjskemu prebivalstvu. 
Obravnavane teme:
1. Zakaj se ima ta papeževa maša po vsem krščanstvu doli dati in pripraviti in prava Kristusova maša spet gori postaviti.
2. O svetem krstu.
3. Forma, kako se ima krščevati po šegi in postavi württemberške cerkve.
4. O naglem krstu.
5. Da se ta katekizem v cerkvi in doma pred in pred s flisom uči.
6. Nauk iz svetega pisma, kako vsak v njegovem stanu in poklicanu se ima držati.
7. Slednji farmošter, pridigar ima sam ali skozi svojega podružnika, šulmoštra ali mežnarja otročiče naučiti katekizem, da ga v cerkvi izvuna znajo vsako nedeljo povedati.
8. Kratki württemberški katekizem.
9. O pokori, javni spovedi, odrešitvi ali odpustkih grehov od prave absolucije.
10. Eno zastopno opominjanje k javni spovedi.
11. Javna spoved.
12. Forma absolucije.
13. Kako se večernica ima držati.
14. Kako se zjutraj ob nedeljah in praznikih v cerkvi, kadar se pridiga in obhaja, ima držati.
15. O Kristusovi večerji, o stari, pravi maši.
16. Opominjanje, predgovor in pridiga pred obhajilom.
17. Molitev pred Kristusovo večerjo.
18. Besede ali štiftane od Kristusove večerje.
19. Ordninga in naredba, kako se ima ta litanija, skupne prošnje v cerkvi doprinašati.
20. Zvesto opominjanje k javni, skupni molitvi.
21. Dve kolekti, dve skupni prošnji za vso cerkev in služabnike.
22. Ena kolekta, prošnja za cesarje, kralje, vijude, rajh in vso gospoščino.
23. Devet kolekt, skupne prošnje za duhovno in deželsko gospoščino, za vse nadloge, mir, sovražnike, noseče žene, sadove zemlje.
24. Štirinajst kolekt ali prošnje, ki so se na velike praznike v letu v cerkvi latinsko molile.
25. Kako se mora po vseh pridigah moliti.
26. Litanija.
27. Štiri kolekte ali prošnje po litaniji.
28. Več kolekt ali prošenj v času pomora ali draginje.
29. Zoper Turke.
30. O cerkvenem petju.
31. O mašnem in drugem gvantu v cerkvi.
32. O praznikih.
33. Kakšna dela morajo krščeniki ob praznikih delati.
34. Kako se zakoniki imajo oklicati in poročiti.
35. Dve kolekti ali prošnji čez nove zakonike.
36. Kratka pridiga o svetem zakonu.
37. Kako se bolniki imajo obiskati in troštati.
38. Drugi nauk, kako se imajo bolniki podučiti in troštati.
39. Drugi nauk, kako bolniki s pridigo in z večerjo Kristusovo imajo biti potroštani.
40. Lepa, troštljiva pridiga bolnikom, katere Zlodej v cagane, da bi na milost in pomoč Božjega cagali.
41. O rečeh, ki se zaradi obhajila pri bolnikih lahko zgodijo.
42. Kako se ravna s tistimi, ki mrjejo in dušo jemljejo.
43. Kako se tatovi, razbojniki, v ječi sedeči in tisti, ki so na smrt obsojeni, imajo podučiti in troštati.
44. Kako neverni, nepokorni, obtrpneli jetniki in drugi grešniki se k temu spoznanju in grevingi njihovih grehov imajo napeljati in pripraviti.
45. Kako se prestrašeni, žalostni grešniki in jetniki imajo učiti in troštati.
46. Troštljiva pridiga zoper špot in sramoto tega sveta in zoper strah smrti.
47. Ordninga o pokopavanju.
48. Kratka pridiga pri mrtvih.
49. Druga mrtvaška pridiga.
50. Pridiga, ko hlapčič ali deklica umre.
51. Molitve pri mrtvih.
52. S kakšnimi besedami in prošnjo se ima slednja pridiga začeti.

O večernici Trubar piše, da poteka ob dveh ali treh popoldne v soboto in nedeljo ali ob drugih prazničnih večerih. Kadar so tam študenti, morajo začeti z vzklikom Deus in adjutorium meum intende in antifono, tj. koralnim spevom. Temu sledi psalm, kjer polovica zbora zapoje en verz psalma latinsko, druga polovica naslednji verz nemško ali slovensko itn. Pridigar v latinščini prebere poglavje iz Stare in Nove zaveze, ki mu doda kratek povzetek v slovenščini ali nemščini. Katekizemski pogovor z izpraševanjem otrok in molitvijo je naslednji. Sledijo himnus, latinski in slovenski Magnificat, pet na enak način kot psalm, ter zaključek s slovensko kolekto, izbrano glede na čas liturgičnega leta, in božjim blagoslovom. Za posebne okoliščine je navedel še nekaj prilagoditev: za podeželje je predvidel slovensko petje.

## Pomen
Cerkovna ordninga poleg Katekizma in svetopisemskih prevodov sodi med najpomembnejša Trubarjeva dela. V kontekstu protestantskega gibanja velja za prvi cerkveni red protestantov v avstrijskih deželah, skupaj z Dalmatinovo Biblijo pa predstavlja eno najosnovnejših knjig slovenskih protestantov. Njen glavni cilj je bil urediti in utrditi slovenske evangeličanske cerkve, zato je označena tudi kot prvo slovensko pravno besedilo.
Zaradi razmišljanja o slovenskih šolah, namenjenih vsem otrokom, ne glede na spol, socialno okolje in nadaljnje šolanje, Trubar velja za utemeljitelja elementarnega šolanja na slovenskih tleh. Pri tem pa je treba upoštevati, da je bila to v prvi vrsti versko-vzgojna šola, ki ji je bil osnovni pouk v slovenščini le važen pripomoček, ne pa končni cilj.
Zahteva po osnovni šoli se spet vzpostavi šele leta 1772 s Kumerdejevim načrtom za organizacijo osnovnih šol na Kranjskem.
Drago Šega piše, da je Cerkovna ordninga od vseh slovenskih protestantskih knjig najbolj vpeta v neposredno zgodovinsko dogajanje svojega časa. Bolj kot knjižno ali versko besedilo je bila »politično in zgodovinsko dejanje, ki je mimo suverene volje deželnega kneza in v nasprotju z ozemeljskim načelom augsburškega miru vzpostavljalo samostojno slovensko cerkev ter ji urejalo notranjo ureditev«.
Kljub temu da so knjigo oblasti zaplenile, ni nastala zaman. Vsaj delno je ostajala v rabi po slovensko govorečih pokrajinah, kjer so obstajale slovenske cerkve s slovenskimi predikanti. V teh cerkvah so obredi potekali v slovenskem jeziku, ki se je uporabljal tudi pri osnovnem pouku branja, pisanja in katekizma.